# DSA-301
La DSA-301 es una carretera perteneciente a la Red Secundaria de la Diputación Provincial de Salamanca que une la  N-620  con la Carretera de Matilla.
Atraviesa la Urbanización de Peñasolana.

## Origen y Destino
La carretera  DSA-301  tiene su origen en Carrascal de Barregas en la intersección con la carretera  N-620 , y termina en el término municipal de Salamanca en la intersección con la Carretera de Matilla, formando parte de la Red de carreteras de Salamanca.